# Tante Sien

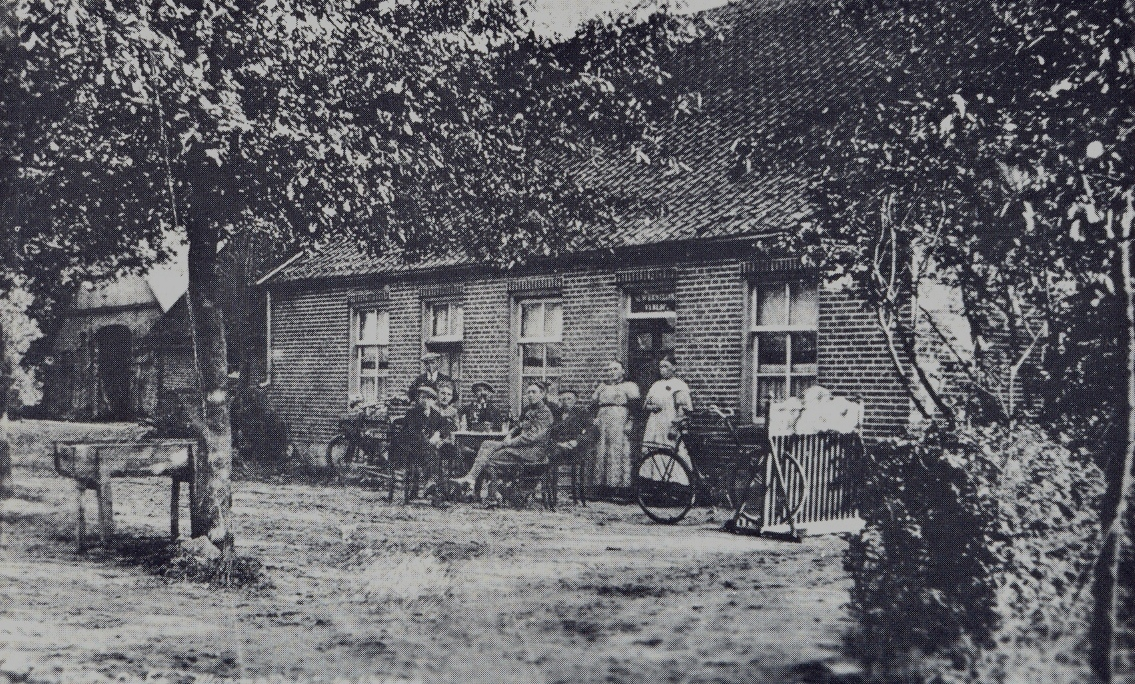
Café Wermelink, begin 20ste eeuw

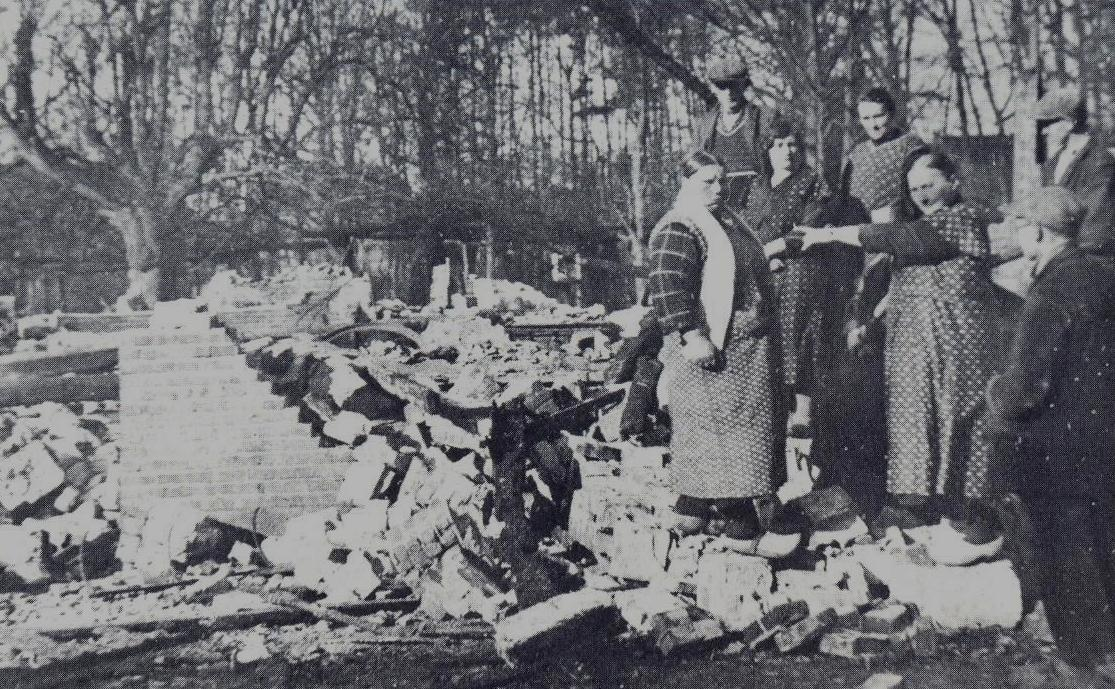
Tante Sien, wijzend, en haar zus (links) kort na de brand in 1935

Johanna Gezina Wermelink (Vasse, 5 januari 1875 – aldaar, 18 april 1935), beter bekend als ‘Tante Sien’, was een uitbater van een restaurant en een bekend dorpsfiguur in Vasse.
Tante Sien nam samen met haar zus het Café Wermelink over van hun vader, die het in 1881 was gestart bij zijn boerderij aan de Denekamperweg. Ze maakten er een restaurant van en gaven het het na verloop van tijd de naam “Tante Sien”. Door het opvallende karakter van Sien was ze niet alleen in Vasse en omstreken een bekende.
Op 25 februari 1935 worden de uitspanning en de bijbehorende boerderij door brand vernield. Twee maanden later overlijdt Sien. Het restaurant wordt herbouwd maar heeft niet dezelfde aantrekkingskracht zonder Sien. De regionale krant bericht er het volgende over: “Opmerkelijk: de trek naar Vasse waar “Tante Sien” een attractie was neemt af nu Tante Sien niet meer tot de levenden behoort.“
De uitspanning is door de jaren heen voortgezet en tot 2021 was Tante Sien een hotel-restaurant. Tijdens de coronapandemie, waarin de horeca gesloten moest blijven, ging het bedrijf failliet. 